# 関島岳郎
関島 岳郎（せきじま たけろう、1961年10月10日 - ）は、日本のジャズ音楽家、チューバ奏者。東京都出身。1980年代以降、ジャズを主体に多彩な活動を展開している。自身がメンバーとして参加しているバンドだけでも10以上に及ぶ。

## 来歴
中学時代、フォークソングを通して音楽に目覚める。高校時代、吹奏楽部に入部、チューバを始める。大学時代（1983年）、武蔵野音楽大学での棚谷祐一（元カーネーション）、北田かおる等とドレミ合唱団を結成。当初はギタリストだった。大学卒業後、 東京ディズニーランドのブラスバンドに入団。
1980年代後半 - JAGATARAの篠田昌已らとの知遇を得る。セッションを中心に多くのレコーディング、ライブに参加する。
1990年 - 篠田昌已、中尾勘二とCOMPOSTELAを結成。東京ディズニーランドのバンドを退団。THE THRILL、くじらドラゴンオーケストラ、Mr.Christmasにも参加。
1992年 - 篠田死去に伴いCOMPOSTELA、くじらドラゴンオーケストラ解散。中尾勘二らとSTRADAを結成。
1994年 - 栗原正己、川口義之、近藤研二と栗コーダーカルテットを結成。
1990年代後半 - 大熊亘率いるシカラムータ、梅津和時率いるベツニ・ナンモ・クレズマー、中尾勘二、林栄一とのPHOTONなど無数のバンドに参加する。
2002年 - 菊地成孔率いるDC/PRGの第2期に参加。
現在 - 上記以外のバンド、セッションを含めて精力的に活動中。

## 活動

### プロジェクト
メンバーとして参加したバンド。主たるものを順不同に列記。
- ドレミ合唱団
  - 音大の同級生を中心に結成されたロックバンド。
  - 棚谷祐一、北田かおる、関島岳郎、清水秀晶、小林吉江、藤井静子。

- オルケスタ・デル・ビエント
  - アングラ劇団「風の旅団」の劇伴を担当。

- COMPOSTELA（コンポステラ）
  - JAGATARAの篠田昌已と中尾勘二とのホーン・トリオ。
  - スタジオ・アルバム1枚、ライブ・アルバム2枚を残すが篠田逝去に伴い解散。

- くじらドラゴンオーケストラ（Qujila "DRAGON" Orchestra）
  - くじら（杉林恭雄）から発展したバンド。当時4名編成であったくじらに篠田昌已を含む5名を加え、「Qujila Orchestra」として1990年12月31日初演。その後も「Qujila "DRAGON" Orchestra」の名で活動を続けるが、篠田死去に伴い解散。以後くじらは杉林のソロユニットとなる。

- STRADA（ストラーダ）
  - コンポステラ解散後、中尾勘二、桜井芳樹、久下恵生と結成。

- PHOTON（フォトン）
  - 中尾勘二、林栄一とのホーン・トリオ。篠田の楽曲をレパートリーとする。

- CICALA-MVTA（シカラムータ）
  - 大熊亘率いる、チンドンをベースにしたアバンギャルドなバンド。大熊ワタル、川口義之、桜井芳樹、渡辺明子、関島岳郎、吉田達也、こぐれみわぞう、太田惠資、北陽一郎、佐藤芳明、ギデオン・ジュークスらが在籍。

- Mr.Christmas
  - 松浦祥隆、桜井芳樹、角田敦（Watusi）等を中心とした大所帯バンド。
  - アフリカ音楽を取り入れ始めた1990年頃から、篠田昌已、エマーソン北村らと共に参加。

- THE THRILL（ザ・スリル）
  - 15人編成のビッグバンド。
  - バンドとしての活動の他に、他アーティストとのセッションも行っている。

- ベツニ・ナンモ・クレズマー
  - 梅津和時率いるクレズマー（ユダヤの民族音楽）バンド。
  - 日本で初めて本格的にクレズマーサウンドを導入し、話題に。

- こまっちゃクレズマ
  - ベツニ・ナンモ・クレズマーの別働隊。
  - 主に小編成での活動に際して用いられる。

- ふいご
  - 古池寿浩、中尾勘二とのホーン・トリオ。

- 高岡大祐+関島岳郎テューバデュオ
  - 文字通り、高岡大祐とのチューバによるデュオ。

- 関島中尾デュオ
  - 文字通り、中尾勘二とのデュオ。

- Okidoki（オキドキ）
  - 多田葉子、臼井康浩とのアバンギャルドなインプロヴィゼーションを主体としたトリオ。

- プチだおん
  - 多田葉子、中尾勘二とのホーン・トリオ。

- 栗コーダーカルテット
  - 栗原正己、川口義之、近藤研二とのリコーダーを中心としたカルテット。
  - 漫画のBGM作品などで人気に。

- DC/PRG
  - 菊地成孔率いるビッグバンドに準じたスタイルのダンスバンド。第2期参加。

- エッセンシャル・エリントン
  - 渋谷毅率いるホーンセクション。デューク・エリントンの楽曲がレパートリー。

- ちくちんどん楽団
  - 知久寿焼の楽曲参加をきっかけに結成。知久（ギター・ウクレレ他）、関島（チューバ）、うつみようこ（チンドン太鼓）、大塚やよい（大正琴）、中川樹海（三線）とユニークな楽器編成が特色。

### セッション
レコーディング、ライブなどに参加した主なミュージシャン（順不同）。
- JAGATARA
- 渋さ知らズ
- 高田渡
- Hi-Posi
- さねよしいさ子
- 酒井俊
- 中川五郎
- あがた森魚
- 知久寿焼
- ソウル・フラワー・モノノケ・サミット
- ソウルシャリスト・エスケイプ

## テレビアニメ
- キョロちゃん（2001年）（おおづつ〈第91話Aパート〉）